# 왕이푸
왕이푸(중국어 간체자: 王义夫, 정체자: 王義夫, 병음: Wáng Yìfū, 한자음: 왕의부, 1960년 12월 4일~)는 중화인민공화국의 사격 선수로 주 종목은 권총이다. 올림픽에 6회 참가하여 금메달 2개를 포함하여 6개의 메달을 획득했다. 권총과 권총 종목 모두 국제적인 활약을 보이며 올림픽 남자 10m 공기권총 종목에서 2회 우승한 유일한 선수이다.

## 경력
랴오닝성 랴오양시에서 태어난 왕이푸는 1976년에 랴오닝성 체육 학교에 입학했고 이듬해인 1977년에 체육 학교에서 사격을 배웠다. 이듬해인 1978년에 랴오닝성 사격단에 입단했으며, 이듬해 말에 중국 국가대표로 발탁되었다.
1984년 로스앤젤레스에서 열린 1984년 하계 올림픽에 참가했으며 50m 권총 종목에서 564점을 기록하여 대표팀 동료인 쉬하이펑과 스웨덴의 랑나르 스카노케르의 뒤를 이어 3위에 오르면서 자신의 첫 올림픽 메달을 획득했다. 
1992년 바르셀로나에서 열린 1992년 하계 올림픽에 참가했으며, 50m 권총에서 657점을 기록하여 독립국가연합의 칸스탄친 루카시크의 뒤를 이어 은메달을 획득했다. 며칠 후에는 10m 공기권총 종목에서 684.8점을 기록하여 올림픽 신기록을 세우고 독립국가연합의 세르게이 피지야노프와 루마니아의 소린 바비를 누르고 자신의 첫 올림픽 금메달을 획득했다. 1994년에는 이탈리아 밀라노에서 열린 1994년 세계 사격 선수권 대회 50m 권총 종목에서 우크라이나의 빅토르 마카로우와 프랑스의 프랑크 뒤물랭를 누르고 금메달을 획득했다.
1996년 애틀랜타에서 열린 1996년 하계 올림픽에 참가했으며 10m 공기권총에서 이탈리아의 로베르토 디 돈나의 뒤를 이어 은메달을 획득했다. 강력한 우승 후보였던 왕이푸는 결승전에서 마지막 사격 이전까지 디 돈나를 제치고 1위 자리를 지키고 있었으나 마지막 사격에서 6.5점을 기록하여 0.1점 차이로 금메달을 놓쳤다. 이후 1998년에 바르셀로나에서 열린 1998년 세계 사격 선수권 대회 10m 공기권총에서 벨라루스의 이하르 바신스키와 루카시크를 누르고 금메달을 획득했다.
2000년 시드니에서 열린 2000년 하계 올림픽에 참가했으며 10m 공기권총에서 프랑스의 뒤물랭의 뒤를 이어 은메달을 획득했다. 예선에서 두 선수 모두 590점을 기록하여 올림픽 기록을 세웠으나 결승에서는 2점 차로 밀리면서 은메달을 획득했다.
2004년 아테네에서 열린 2004년 하계 올림픽에 참가했으며 10m 공기권총에서 러시아의 미하일 네스트루예프와 블라디미르 이사코프를 누르고 12년 만에 올림픽 금메달을 획득했다. 예선에서는 590점을 기록했으며, 591점을 득점하여 올림픽 신기록을 세운 네스트루예프의 뒤를 이어 2위로 결승에 진출했다. 결승에서는 100.0점을 기록하면서 예선과 결선 합계 690.0점을 기록하면서 금메달을 차지했다.
2005년에 현역에서 은퇴했으며, 2005년부터 2012년까지 중국 권총 종목 대표팀 감독을 맡았다. 2014년에는 국제 사격 연맹 부회장으로 선출되었으며, 2017년부터 2021년까지 중국 올림픽 위원회 전문 위원으로 활동했다.

## 개인사
1987년 동료 국가대표 사격 선수인 장추핑과 결혼했으며 1991년에 딸인 왕웨이양이 태어났다. 왕웨이양도 부모의 뒤를 이어 중국 국가대표 사격 선수로 활동했다.